# ATP Challenger Trophy 2009
L'ATP Challenger Trophy 2009 è stato un torneo professionistico di tennis maschile giocato sulla terra rossa, che facevano parte dell'ATP Challenger Tour 2009. Si è giocato a Trnava in Slovacchia dal 21 al 27 settembre 2009.

## Partecipanti

### Teste di serie
| Nazionalità | Giocatore                | Ranking* | Testa di serie |
| ----------- | ------------------------ | -------- | -------------- |
| Russia      | Tejmuraz Gabašvili       | 79       | 1              |
| Algeria     | Lamine Ouahab            | 118      | 2              |
| Rep. Ceca   | Jan Hájek                | 121      | 3              |
| Ucraina     | Serhij Stachovs'kyj      | 147      | 4              |
| Slovacchia  | Dominik Hrbatý           | 154      | 5              |
| Germania    | Julian Reister           | 160      | 6              |
| Ucraina     | Oleksandr Dolhopolov Jr. | 164      | 7              |
| Rep. Ceca   | Jiří Vaněk               | 172      | 8              |

- Ranking al 14 settembre 2009.

### Altri partecipanti
Giocatori che hanno ricevuto una wild card:
- Jaroslav Pospíšil
- Marek Semjan
- Bohdan Ulihrach
- Lukas Weinhandl

Giocatori passati dalle qualificazioni:
- György Balázs
- Cătălin Gârd
- Andrej Martin
- Grzegorz Panfil

## Campioni

### Singolare
Oleksandr Dolhopolov Jr. ha battuto in finale  Lamine Ouahab, 6–2, 6–2

### Doppio
Grigor Dimitrov /  Tejmuraz Gabašvili hanno battuto in finale  Jan Minář /  Lukáš Rosol, 6–4, 2–6, [10–8]